# بيت الطويلي (نجرة)

تعديل مصدري - تعديل

بيت الطويلي هي إحدى قرى عزلة الكابة بمديرية نجرة التابعة لمحافظة حجة، بلغ تعداد سكانها 654 نسمة حسب تعداد اليمن لعام 2004.